# Marion County (Kentucky)
Marion County ist ein County im Bundesstaat Kentucky der Vereinigten Staaten. Der Verwaltungssitz (County Seat) ist Lebanon. Das U.S. Census Bureau hat bei der Volkszählung 2020 eine Einwohnerzahl von 19.581 ermittelt.

## Geographie
Das County liegt nahezu zentral in Kentucky und hat eine Fläche von 898 Quadratkilometern, wovon ein Quadratkilometer Wasserfläche ist. Es grenzt im Uhrzeigersinn an folgende Countys: Washington County, Boyle County, Casey County, Taylor County, LaRue County und Nelson County.

## Geschichte
Marion County wurde am 25. Januar 1834 aus Teilen des Washington County gebildet. Benannt wurde es nach General Francis Marion. Während des Amerikanischen Bürgerkriegs war das County Schauplatz von drei Schlachten in 1861, 1862 und 1863.
Ein Bauwerk im Marion County hat wegen seiner besonderen geschichtlichen Bedeutung den Status einer National Historic Landmark, die Whiskydestillerie von Maker’s Mark. Insgesamt sind zwölf Bauwerke und Stätten des Countys im National Register of Historic Places eingetragen (Stand 12. Oktober 2017).

## Demografische Daten

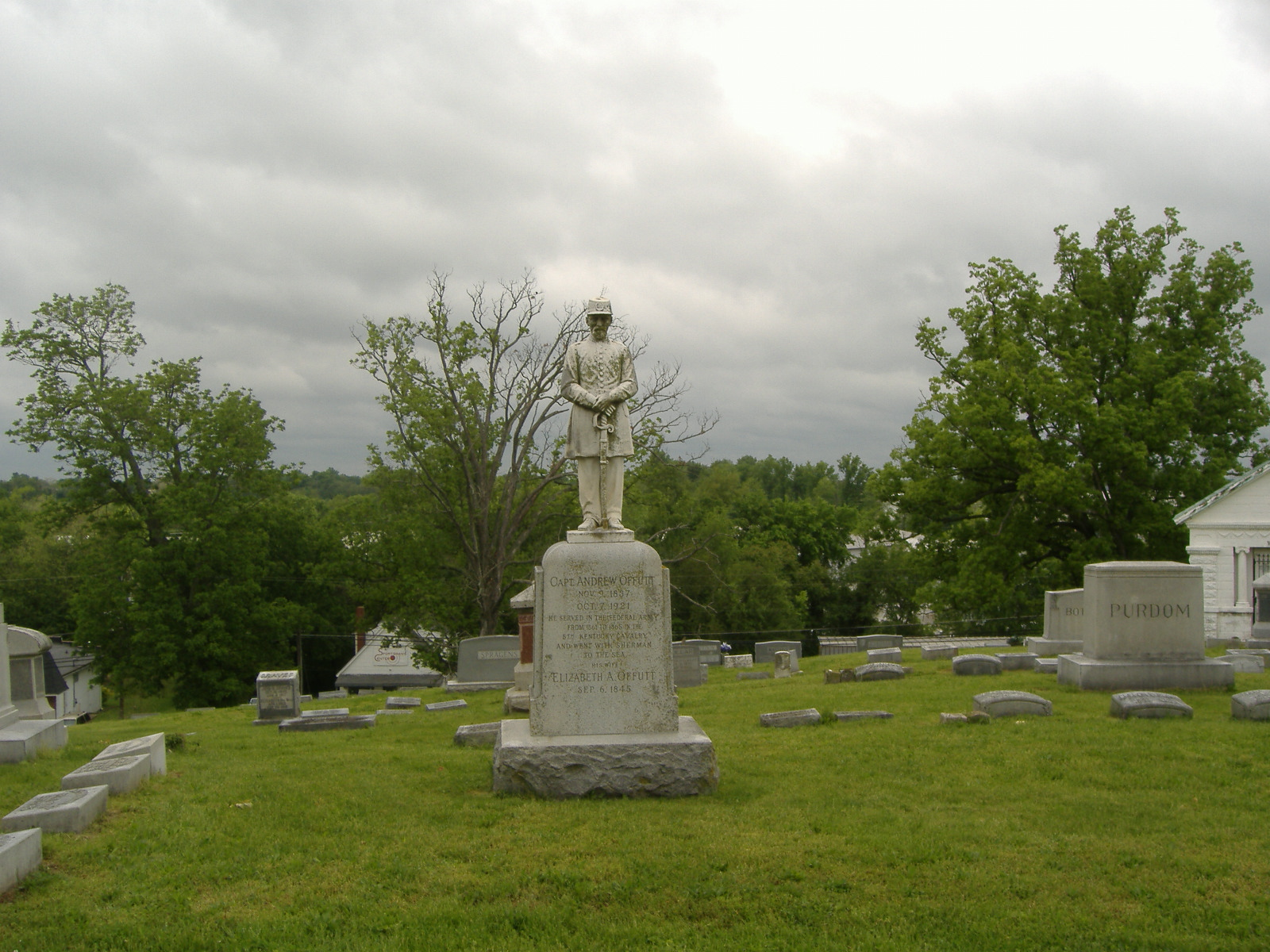
Captain Andrew Offutt Monument in Lebanon

Nach der Volkszählung im Jahr 2000 lebten im Marion County 18.212 Menschen. Davon wohnten 1.151 Personen in Sammelunterkünften, die anderen Einwohner lebten in 6.613 Haushalten und 4.754 Familien. Die Bevölkerungsdichte betrug 20 Einwohner pro Quadratkilometer. Ethnisch betrachtet setzte sich die Bevölkerung zusammen aus 89,17 Prozent Weißen, 9,12 Prozent Afroamerikanern, 0,09 Prozent amerikanischen Ureinwohnern, 0,43 Prozent Asiaten, 0,01 Prozent Bewohnern aus dem pazifischen Inselraum und 0,35 Prozent aus anderen ethnischen Gruppen; 0,82 Prozent stammten von zwei oder mehr Ethnien ab. 0,79 Prozent der Bevölkerung waren spanischer oder lateinamerikanischer Abstammung.
Von den 6.613 Haushalten hatten 35,6 Prozent Kinder und Jugendliche unter 18 Jahre, die bei ihnen lebten. 53,8 Prozent waren verheiratete, zusammenlebende Paare, 13,7 Prozent waren allein erziehende Mütter, 28,1 Prozent waren keine Familien, 24,4 Prozent waren Singlehaushalte und in 10,1 Prozent lebten Menschen im Alter von 65 Jahren oder darüber. Die Durchschnittshaushaltsgröße betrug 2,58 und die durchschnittliche Familiengröße lag bei 3,06 Personen.
Auf das gesamte County bezogen setzte sich die Bevölkerung zusammen aus 25,2 Prozent Einwohnern unter 18 Jahren, 9,9 Prozent zwischen 18 und 24 Jahren, 30,3 Prozent zwischen 25 und 44 Jahren, 21,7 Prozent zwischen 45 und 64 Jahren und 12,8 Prozent waren 65 Jahre alt oder darüber. Das Durchschnittsalter betrug 35 Jahre. Auf 100 weibliche Personen kamen 102,3 männliche Personen. Auf 100 Frauen im Alter von 18 Jahren alt oder darüber kamen statistisch 101,6 Männer.
Das jährliche Durchschnittseinkommen eines Haushalts betrug 30.387 USD, das Durchschnittseinkommen der Familien betrug 35.648 USD. Männer hatten ein Durchschnittseinkommen von 27.826 USD, Frauen 20.699 USD. Das Prokopfeinkommen betrug 14.472 USD. 15,8 Prozent der Familien und 18,6 Prozent der Bevölkerung lebten unterhalb der Armutsgrenze. Davon waren 21,8 Prozent Kinder oder Jugendliche unter 18 Jahre und 17,9 Prozent waren Menschen über 65 Jahre.

## Orte im County
- Belltown
- Bradfordsville
- Burkes Spring
- Calvary
- Dant
- Frogtown
- Gandertown
- Gravel Switch
- Greenbriar
- Holy Cross
- Jessietown
- Lebanon
- Loretto
- Nerinx
- New Market
- Peck Ford
- Penick
- Phillipsburg
- Raywick
- Riley
- Saint Francis
- Saint Joseph
- Saint Mary
- Salleetown